# Ntombi
Ntombi, ur. ok. 1950 jako Ntombi laTfwala, od 1986 Królowa (Indovukazi) Eswatini (d. Suazi), głowa państwa wspólnie z królem Mswatim III.
Po śmierci króla Sobhuzy II (męża Ntombi) w 1982, wdowa po nim królowa Dzeliwe została regentką Suazi, lecz po aresztowaniu Dzeliwe i 9-dniowych rządach księcia Sozisa Dlamini w 1983 Ntombi została regentką. Kiedy w 1986 jej syn został koronowany na króla jako Mswati III, mianował swą matkę współ-królową z tytułem „Indovukazi” („Wielka Słonica” – królowa-matka). Ntombi jest uznawana za duchową głowę państwa, podczas gdy jej syn sprawuje administracyjne funkcje głowy państwa.